# Grimpa-soques del Duida
El grimpa-soques del Duida (Lepidocolaptes duidae) és una espècie d'ocell de la família dels furnàrids (Furnariidae).

## Hàbitat i distribució
Habita la selva humida del nord-oest de l'Amazònia, a l'est de Colòmbia i, sud de Veneçuela.